# Samarra
Ne doit pas être confondu avec Samara (homonymie) ou Samaras.
Sāmarrā est une ville d'Irak. Son nom est l'abréviation de l'arabe signifiant « celui qui l'aperçoit est heureux », nom que lui avait donné le calife abbasside Al-Mutasim. Elle se situe sur la rive est du Tigre dans la province de Salah ad-Din, à 125 km au nord de Bagdad et, en 2002, sa population comptait 201 700 habitants.

## Historique
Sāmarrā était autrefois l'une des plus grandes villes de Mésopotamie. La ville pré-islamique a été remplacée par une nouvelle ville en 833 par le calife abbasside Al-Mutasim, afin d'y installer ses mercenaires turcs recrutés la même année lors de son accession au califat. Écartée de Bagdad où elle molestait la population locale, la nouvelle garde du calife y vécut en véritable micro-société et Samarra devint alors la nouvelle capitale du monde musulman. Durant le règne de son successeur Al-Wathiq et davantage sous celui du calife Al-Mutawakkil, Sāmarrā se transforme en une ville commerciale. Ce dernier a été le garant de la construction de la Grande Mosquée de Sāmarrā en 847 avec son célèbre minaret en spirale. Il conçoit également des parcs et un palais pour son fils Al-Mu`tazz. Sous le règne d'Al-Mutamid, le califat retourne à Bagdad afin de fuir les exactions de la garde turque ayant assassiné Al-Mutawakkil en 861. Sāmarrā connaît alors un déclin prolongé, qui s'accélère après le XIIIe siècle quand le cours du Tigre change.
C'est en 944 que fut construite la célèbre Mosquée d'Or, autre nom du mausolée d'Ali al-Hadi et de Hasan al-Askari, respectivement le dixième et le onzième Imams chiites, tout comme la châsse de Muhammad al-Mahdi, connu comme l'« Imam caché », qui fut le douzième et dernier Imam chiite pour les Imamis. De ce fait, Sāmarrā est devenue un important lieu de pèlerinage pour les musulmans chiites duodécimains.
Pendant le XXe siècle, Sāmarrā gagne en importance quand un lac est formé près de la ville, grâce à un barrage sur le fleuve qui est construit dans le but de mettre fin aux fréquentes inondations de Bagdad. Beaucoup d'habitants ont été déplacés lors de la construction du barrage, ce qui a fortement augmenté la population de Sāmarrā.

### L'invasion américaine
À la suite de l'invasion américaine de l'Irak en 2003, Sāmarrā connaît de nombreux attentats entre communautés sunnite et chiite. La ville est le théâtre de combats urbains du 1er au 4 octobre 2004, lorsque les Américains et les forces gouvernementales irakiennes lancent un assaut pour la reprendre à la suite de sa prise par des insurgés islamistes.
Le 22 février 2006, le dôme de la Mosquée d'Or est détruit par un premier attentat,.
Le 13 juin 2007, un second attentat cause l'effondrement de ses deux minarets,.

### L'État islamique
En juin 2014, la ville est le lieu de combats lorsque les troupes de l'État islamique en Irak et au Levant envahissent la région.

## Personnalités
- Al-Moubarred (826-898) y exerça son activité de grammairien vers 860 ;
- Abū Bakr al-Shiblī (861-946), y serait né.